# Thomas de Priester
Thomas de Presbyter ( fl. 640) was een Syrisch-orthodoxe priester uit de omgeving van Reshaina in Syrië die de Syrische 'Kroniek van 640' schreef, die ook onder andere namen bekend is. 
De Kroniek van 640 behandelt de geschiedenis tot het jaar 640 na Christus. Er is alleen een enkele manuscriptcodex overgeleverd, nu in de British Library, MS 14.643.  Dit manuscript werd gekopieerd in 724 en de kopiist voegde een enkele folio toe aan het einde, met daarin een lijst van kaliefen vertaald uit het Arabisch . Hoewel dit deel nu als een integraal deel van de tekst wordt beschouwd, markeerde de overschrijvende schrijver zijn toevoeging duidelijk door het te laten voorafgaan door de woorden "het is voltooid" om het einde aan te geven van het werk dat hij aan het kopiëren was. 
De Amerikaanse wetenschapper Robert Hoyland identificeert zeven delen van de originele Kroniek van 640 : 
1. een onvolledige geografische verhandeling
2. een genealogie van Adam tot de zonen van Jacob
3. een tafel van heidense heersers van Abraham tot Constantijn I met de belangrijkste gebeurtenissen van hun regering en, in de woorden van Thomas, "een verhaal om te laten zien hoe ze werden onderworpen aan de Romeinen"
4. een chronologische tabel van Abraham en Ninus tot Constantijn met een samenvatting van de Chronicon van Eusebius van Caesarea
5. een voortzetting van Eusebius tot aan het dertigste jaar van keizer Heraclius, dwz 640
6. een "verklaring (sūkālā) van de jaren" met schijnbaar willekeurige theologische en historische aantekeningen
7. een lijst van oecumenische concilies met data en heersers, inclusief een veroordeling van het Concilie van Chalcedon

De geschriften geven een ooggetuigenverslag van de islamitische verovering in het midden van de 7e eeuw (de 10e eeuw volgens de Seleucidische jaarnummering ):
In het jaar 945, indictie 7, vond op vrijdag 4 februari  om het negende uur een veldslag plaats tussen de Romeinen en de 'Tayyaye van Muhmd' in Palestina twaalf mijl ten oosten van Gaza. De Romeinen vluchtten en lieten de patriciër Bryrdn achter, die door de Arabieren werd gedood. Zo'n 4.000 arme dorpelingen van Palestina werden daar vermoord, christenen, joden en Samaritanen. De Arabieren verwoestten de hele regio. 
In het jaar 947, indictie 9,  vielen de Arabieren heel Syrië binnen en trokken naar Perzië en veroverden het. De Arabieren beklommen de berg van Mardin en doodden daar vele monniken in [de kloosters van] Qedar en Bnata. Daar stierf de gezegende man Simon, portier van Qedar, broer van Thomas de priester. 
Hiermee is dit een van de oudst bekende niet-islamitische bronnen over Mohammed.